# Transitions: Louisiana Museum
|  | Denne artikel er oprettet af botten PalnaBot ud fra en ekstern database. Den kan derfor have sproglige fejl eller mangler. Denne skabelon kan fjernes efter kontrol af indholdet. |

Transitions: Louisiana Museum er en dokumentarfilm om kunstmuseet Louisiana instrueret af Giovanni Pulcioni efter manuskript af Giovanni Pulcioni.